# Ceratostylis loloruensis
Ceratostylis loloruensis är en orkidéart som beskrevs av Paul Ormerod. Ceratostylis loloruensis ingår i släktet Ceratostylis och familjen orkidéer. Inga underarter finns listade i Catalogue of Life.